# Самосир (округ)
Самосир (индон. Samosir) — округ в провинции Северная Суматра. Административный центр — город Пангуруран. В округ входят как земли собственно острова Суматра, так и земли острова Самосир, расположенного внутри вулканического озера Тоба.

## История
Округ был создан в 2003 году.

## Население
Согласно оценке 2010 года, на территории округа проживало 119 650 человек.

## Административное деление
Округ делится на следующие районы:
- Хариан
- Сианджур Мула Мула
- Наинголан
- Онан Рунгу
- Палипи
- Пангуруран
- Ронгур Нихута
- Симаниндо
- Ситиотио